# Assiut
Assiut o Asyut (àrab: أسيوط, Asyūṭ; copte: ⲥⲓⲟⲟⲩⲧ, ⲥⲓⲱⲟⲩⲧ, Siōwt) és una ciutat d'Egipte, la més gran de l'Alt Egipte, a uns 320 km al sud del Caire. És la capital de la governació d'Asyut.

## Població i economia
La població és majoritàriament musulmana però amb una forta minoria de coptes avui en recessió. La regió és principalment agrícola i els productes principals són el cotó i el gra. El canal d'Ibrahimiyya proveeix d'aigua la regió. Hi ha alguna indústria d'estores. El turisme té un pol d'atracció a la propera illa de Banana.

## Edificis i monuments
La ciutat és seu d'una universitat, la tercera més important d'Egipte després de la del Caire i la d'Alexandria.
Al nord de la ciutat hi ha l'antiga resclosa britànica, del segle xix, que regulava el nivell de l'aigua del Nil al canal d'Ibrahimiyya.
Un edifici notable és l'orfenat Lillian Trasher, fundat per una nord-americana de Jacksonville que el 1910 va anar a viure a Egipte, on va morir el 1961; és destinat sobretot a la població copta.
Com a monument antic, només resta la necròpolis d'Asyut, on foren enterrats alguns governadors de la regió en temps de les dinasties XI i XII.

## Història
Ja existia a l'època faraònica amb el nom de Siut, Syut, Zawty, Zewty, Zwy-ty, Zwj-tj, Tjawty i altres variacions semblants és l'antic nom durant el període faraònic de la moderna ciutat d'Asyut que fou la capital del nomós XIII de l'Alt Egipte. Els grecs la van anomenar Licòpolis (Ciutat del Llop, Lykopolis), segurament per la importància dels déus xacals Wepwawet (obridors de camins) i d'Anubis.
Va seguir els destins d'Egipte, i passà per mans d'assiris, grecs, romans, romans d'Orient, àrabs i otomans, però sense patir mai destruccions greus ni ser teatre de cap fet destacat excepte una revolta el 1183 de l'hègira (1769/1770) sota Alí Bey.
Durant la dominació otomana era mercat d'esclaus i encara era el més important mercat més tard del 1850. Tot el període musulmà es pot considerar en general pròsper. Hi vivia més d'un 50% de cristians (però cap jueu) que tenien unes 75 esglésies.

## Personatges il·lustres
Fou la ciutat natal de Plotí (nascut el 205), un neoplatònic que va estudiar amb el fundador del moviment neoplatònic Ammoni Saccas. També hi va néixer Joan de Licòpolis (394), un sant d'Egipte, fuster que es va retirar al desert i va viure com anacoreta, fou profeta, ja que va predir alguns fets com per exemple la victòria de l'emperador Teodosi sobre Màxim i Eugeni, i va fundar la filosofia basada en la unió de l'ànima amb déu a través de la contemplació. Alguns personatges destacats àrabs amb la nisba As-Suyutí, foren nadius de la ciutat entre els quals el més destacat el polígraf Jalal-ad-Din (mort el 1505).